# Дубинска борба
Дубинска борба (енгл. z-fighting) је у рачунарској графици назив за визуелну појаву до које долази када је тачност дубинског бафера недовољна да би се њиме могле ефикасно одређивати релације преклапања између графичких примитива (нпр. између два квадрата или између два троугла). Појава се манифестује тако што пиксели удаљенијег примитива почињу да пробијају ближи примитив и визуелизација њихове релације преклапања постаје неприродна. Ово је најизраженије када су два примтива копланарни.
На слици десно се налазе два правоугаоника истог облика, који су јако блиски један другом:
- Преко првог је исцртана слика авиона
- Други је беле боје и налази се тик иза првог

Горња половина слике илуструје дубинску борбу између ова два полигона. Ваља приметити да шара по којој се ови полигони боре прогресира са повећањем растојања полигона од камере, што је логична последица с обзиром да је узрок проблема недовољна тачност дубинског бафера.
Доња половина слике приказује како се проблем може решити посредством стенсил бафера и слика би у идеалном случају требало тако да изгледа и са довољно прецизним дубинским бафером.

## Етимологија
Оригиналан назив z-fighting или z-борба потиче од тога што се растојање објекта простире по z-оси координатног система камере. Аналогно, када се ова два објекта овако боре да изађу у први план, може се рећи да се они боре по тој z-оси.